# Canton (Pennsylvania)
Canton is een plaats (borough) in de Amerikaanse staat Pennsylvania, en valt bestuurlijk gezien onder Bradford County.

## Demografie
Bij de volkstelling in 2000 werd het aantal inwoners vastgesteld op 1807.
In 2006 is het aantal inwoners door het United States Census Bureau geschat op 1740, een daling van 67 (-3,7%).

## Geografie
Volgens het United States Census Bureau beslaat de plaats een oppervlakte van
3,0 km², geheel bestaande uit land. Canton ligt op ongeveer 374 m boven zeeniveau.

## Geboren
- Harry Davenport (1866-1949), acteur

## Plaatsen in de nabije omgeving
De onderstaande figuur toont nabijgelegen plaatsen in een straal van 24 km rond Canton.